# آببر غروفنهورست (بيدفوردشير)
آببر غروفنهورست (بالإنجليزية: Upper Gravenhurst)‏ هي قرية تقع في المملكة المتحدة في شرق إنجلترا.